# 1958 ve filmu

## Události
- Žádná významná událost.

## Nejvýdělečnější filmy roku
| Pořadí | Název                           | Země | Tržba (v dolarech) |
| ------ | ------------------------------- | ---- | ------------------ |
| 1.     | Le Fatiche di Ercole (Hercules) | /    | 5 000 000          |
| 2.     | Vertigo / Závrať                | USA  | 3 200 000          |
| 3.     | Dotek zla                       | USA  | 2 200 000          |

## Ocenění

### Oscar
Nejlepší film: Gigi
Nejlepší režie: Vincente Minnelli – Gigi
Nejlepší mužský herecký výkon: David Niven – Oddělené stoly
Nejlepší ženský herecký výkon: Susan Haywardová – I Want to Live!
Nejlepší mužský herecký výkon ve vedlejší roli: Burl Ives – Velká země
Nejlepší ženský herecký výkon ve vedlejší roli: Wendy Hiller – Oddělené stoly
Nejlepší cizojazyčný film: Mon Oncle (My Uncle), režie Jacques Tati, Francie

### Zlatý Glóbus
Drama
Nejlepší film: The Defiant Ones
Nejlepší herec: David Niven – Separate Tables
Nejlepší herečka: Susan Hayward – I Want to Live!
Muzikál nebo komedie
Nejlepší film: Gigi
Nejlepší herec: Danny Kaye – Me and the Colonel
Nejlepší herečka: Rosalind Russell – Auntie Mame
Jiné
Nejlepší režie: Vincente Minnelli – Gigi

## Narozeniny
- 4. leden – Julian Sands, herec
- 25. leden – Dinah Manoff, herečka
- 13. únor – Pernilla August, švédská herečka
- 3. březen – Miranda Richardson, herečka
- 7. březen – Donna Murphy, herečka
- 10. březen – Sharon Stone, americká herečka
- 20. březen – Holly Hunter, herečka
- 21. březen – Gary Oldman, herec
- 3. duben – Alec Baldwin, herec
- 21. duben – Andie MacDowell, americká herečka
- 29. duben – Michelle Pfeifferová, herečka
- 29. květen – Annette Bening, americká herečka
- 8. červenec – Kevin Bacon, americký herec
- 16. srpen – Angela Bassettová, americká herečka
- 18. srpen – Madeleine Stowe, herečka
- 24. srpen – Steve Guttenberg, americký herec
- 25. srpen – Tim Burton, režisér
- 10. září – Chris Columbus, americký režisér, producent a scenárista
- 16. říjen – Tim Robbins, americký herec
- 20. říjen – Viggo Mortensen, americký herec
- 26. říjen – Pascale Ogier, francouzská herečka († 1984)
- 26. říjen – Rita Wilson, herečka
- 17. listopad – Mary Elizabeth Mastrantonio, americká herečka
- 22. listopad – Jamie Lee Curtis, americká herečka
- 6. prosinec – Nick Park, režisér a animátor

## Úmrtí
- 11. leden – Edna Purviance, herečka
- 13. leden – Jesse L. Lasky, filmový producent
- 27. únor – Harry Cohn, spoluzakladatel CBS (Columbia Pictures)
- 22. březen – Mike Todd, producent
- 15. duben – Estelle Taylor, herečka němého filmu
- 19. květen – Ronald Colman, herec
- 15. listopad – Tyrone Power, americký herec

## Filmové debuty
- Jack Nicholson
- Maggie Smith